# Wendsdorf

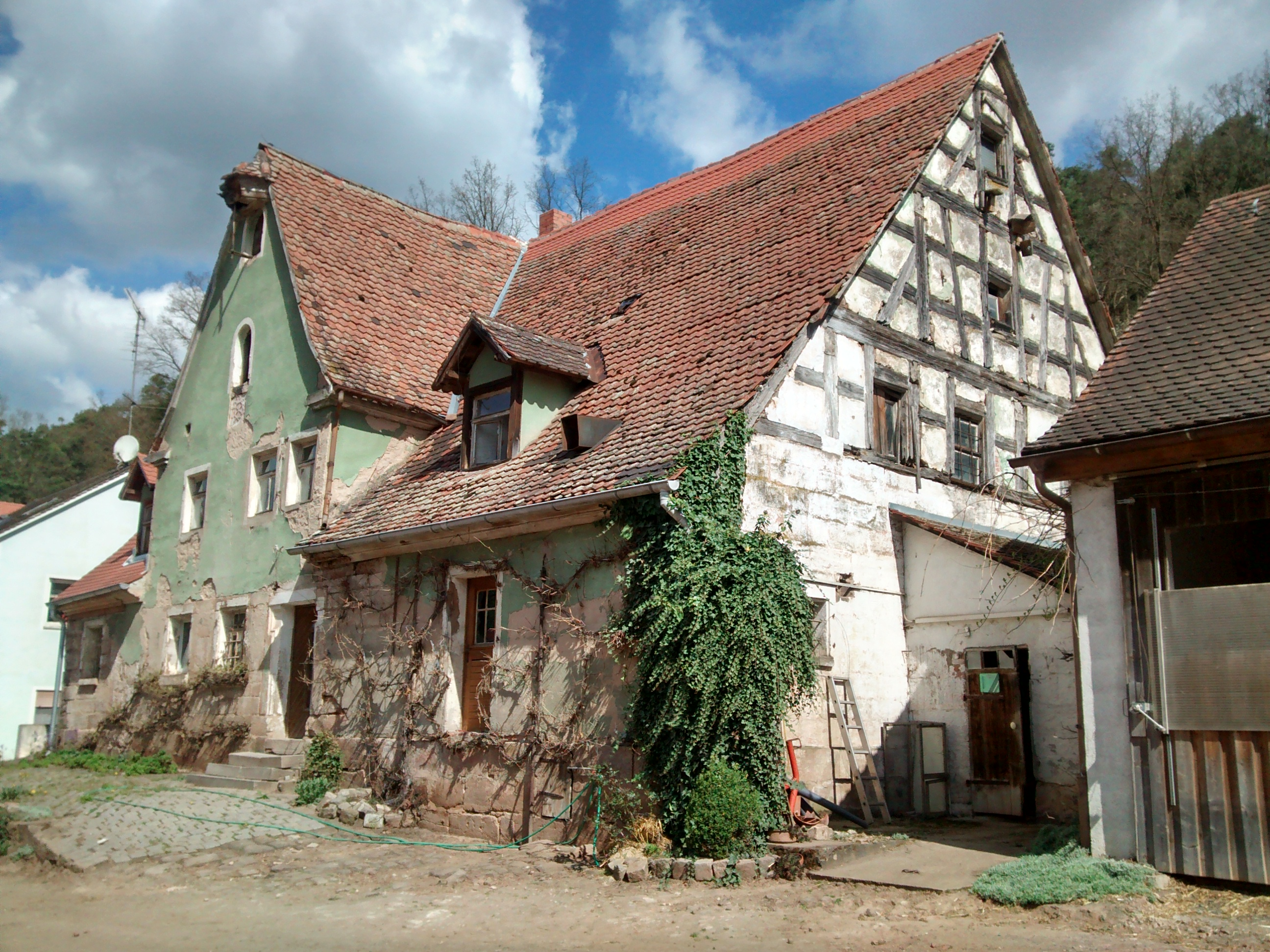
Haus Nr. 13: Wendsdorfer Mühle

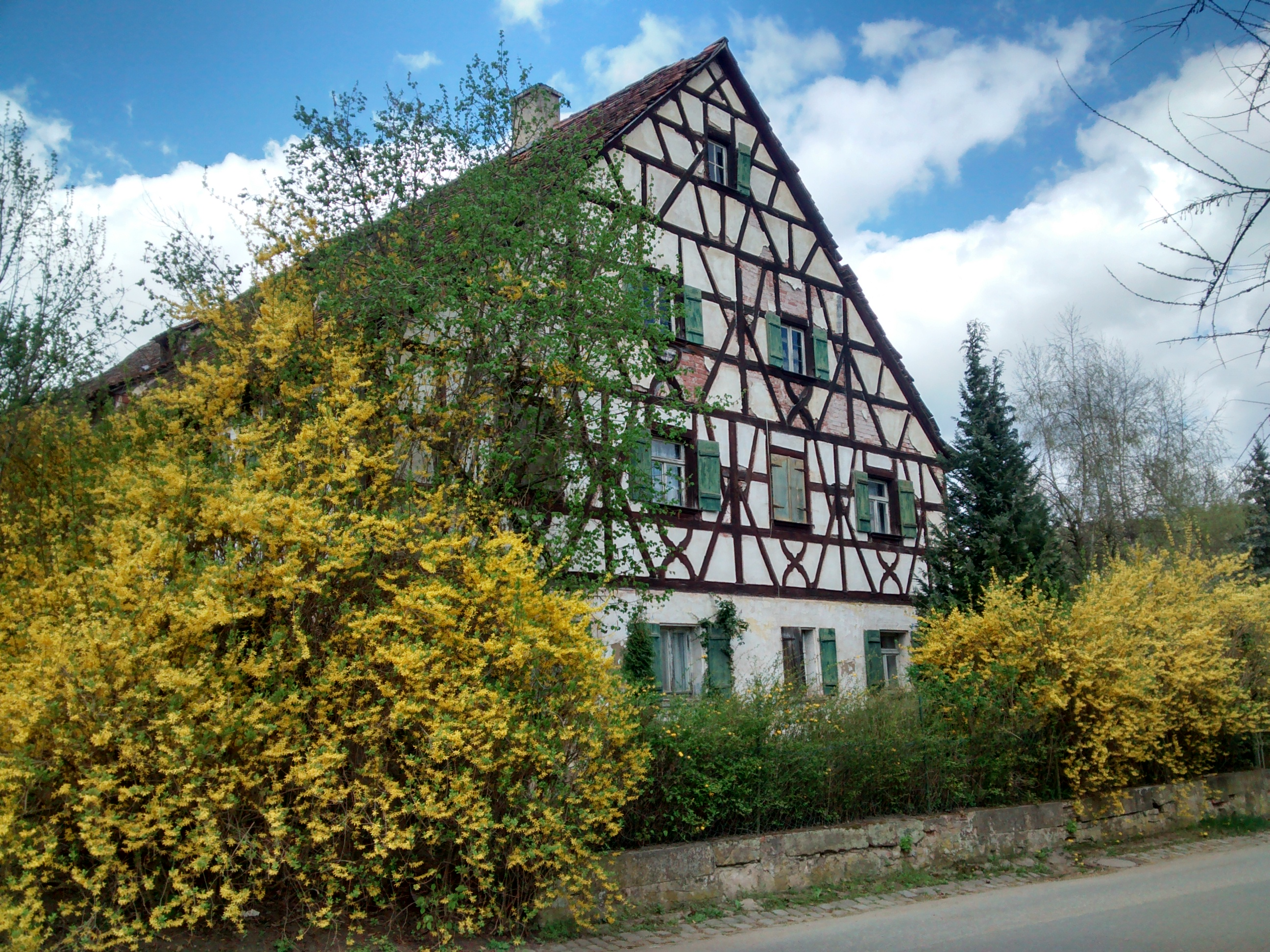
Haus Nr. 18: Hofanlage

Wendsdorf (fränkisch: Weesdoaf) ist ein Gemeindeteil der Gemeinde Großhabersdorf im Landkreis Fürth (Mittelfranken, Bayern).  Die Wendsdorfer Mühle zählt zu dem Gemeindeteil. Wendsdorf liegt in der Gemarkung Fernabrünst.

## Geographie
Das Dorf liegt etwa drei Kilometer südlich von Großhabersdorf am Südhang des Flinerlesberges. Durch den Ort fließt der Weihersmühlbach, ein rechter Zufluss der Bibert, und das Clarsbacher Bächlein, der im Ort als rechter Zufluss in den Weihersmühlbach mündet. Im Südosten befindet sich der Sommerranken und der Wolfsgraben. Durch Wendsdorf führt die 1960 gebaute und 1973 ausgebaute Gemeindeverbindungsstraße nach Fernabrünst zur Kreisstraße FÜ 20 (1,8 km nordöstlich) bzw. zur Staatsstraße 2410 bei Bürglein (1 km westlich). Durch den Ort verläuft der Fränkische Marienweg.

## Geschichte
Der Ort wurde 1379 als „Wensdorf“ erstmals urkundlich erwähnt. Die Namensgebung lässt auf eine Besiedelung durch die Wenden im 7. Jahrhundert schließen, was allerdings für Wendsdorf nicht mit Sicherheit nachgewiesen werden kann.
Gegen Ende des 18. Jahrhunderts gab es in Wendsdorf 9 Anwesen (5 Höfe, 1 Halbhof, 1 Mühle, 2 Häuser). Das Hochgericht und die Dorf- und Gemeindeherrschaft übte das brandenburg-ansbachische Richteramt Roßtal aus. Alle Anwesen hatten das Kastenamt Cadolzburg als Grundherrn.
Von 1797 bis 1808 unterstand der Ort dem Justiz- und Kammeramt Cadolzburg. Im Rahmen des Gemeindeedikts wurde Wendsdorf dem 1808 gebildeten Steuerdistrikt Fernabrünst und der im selben Jahr gegründeten Ruralgemeinde Fernabrünst zugeordnet.
Mit der Gebietsreform in Bayern wurde Wendsdorf am 1. Januar 1972 in die Gemeinde Großhabersdorf eingegliedert.

### Baudenkmäler
- Haus Nr. 13: ehemalige Mühle[10]
- Haus Nr. 18: Hofanlage[10]

### Einwohnerentwicklung
| Jahr      | 1818   | 1840   | 1861   | 1871   | 1885   | 1900   | 1925   | 1950   | 1961   | 1970   | 1987  |
| Einwohner | 68     | 81     | 89     | 101    | 82     | 70     | 81     | 122    | 82     | 62     | 85    |
| Häuser    | 13     | 16     |        |        | 16     | 15     | 11     | 13     | 15     |        | 34    |
| Quelle    | [ 12 ] | [ 13 ] | [ 14 ] | [ 15 ] | [ 16 ] | [ 17 ] | [ 18 ] | [ 19 ] | [ 20 ] | [ 21 ] | [ 1 ] |

## Religion
Der Ort ist seit der Reformation evangelisch-lutherisch geprägt und bis heute nach St. Johannes (Bürglein) gepfarrt. Die Einwohner römisch-katholischer Konfession sind nach St. Walburga (Großhabersdorf) gepfarrt.